# Daniel Stanese
Daniel Stanese (* 21. Januar 1994 in Queens, New York City) ist ein kanadisch-amerikanischer Fußballspieler. Der Defensivspieler steht in Deutschland beim VfB Krieschow unter Vertrag und absolvierte ein Länderspiel für die kanadische Nationalmannschaft.

## Privater Werdegang
Daniel Stanese wurde als Sohn rumänischer Eltern im New Yorker Stadtteil Queens geboren. Als er sechs Monate alt war, zog seine Familie aus den USA nach Kanada und ließ sich in Coquitlam in der Nähe Vancouvers nieder. Im Alter von fünf Jahren zog Stanese mit der Familie ins benachbarte Pitt Meadows, wo er daraufhin aufwuchs. Dort besuchte er die Highland Park Elementary School und im Anschluss die Pitt Meadows Secondary School. Von 2012 bis 2013 studierte er in den USA an der Florida Gulf Coast University in Fort Myers, Florida, ehe er 2013 des Fußball wegens nach Deutschland zog.
Stanese spricht mit Englisch, Französisch, Rumänisch und Deutsch vier Sprachen. Er besitzt sowohl die kanadische, rumänische als auch die US-amerikanische Staatsbürgerschaft.

## Karriere als Fußballspieler

### Verein
Im Alter von fünf Jahren begann Stanese bei einem Vorgängerverein des Coquitlam Metro-Ford Soccer Club mit dem Fußballspielen. Mit 16 Jahren wechselte er September 2010 in die Jugendmannschaft („Residency“) der Vancouver Whitecaps. Am Ende der Saison 2010/11 wurde er von der British Columbia Soccer Association als Jugendspieler des Jahres ausgezeichnet. 2011 und 2012 kam er auch bei der U23 in der Premier Development League zum Einsatz.
Anschließend zog Stanese in die USA, um an der Florida Gulf Coast University ein Studium aufzunehmen. Dort spielte er in der Fußballmannschaft der Universität, wo ein deutscher Scout auf ihn aufmerksam wurde.
Im Februar 2013 ging Stanese daher nach Deutschland und schloss sich der A-Jugend des 1. FC Nürnberg an, wo er in der A-Junioren-Bundesliga Stammspieler wurde. Daraufhin verpflichtete ihn der FC Augsburg kurze Zeit später im Sommer 2013 für seine zweite Mannschaft in der Regionalliga. Nach drei Spielzeiten wurde sein im Sommer 2016 auslaufender Vertrag dort jedoch nicht verlängert.
Nach mehrmonatiger Vereinslosigkeit verpflichtete ihn im Oktober 2016 der Drittligist VfR Aalen. Dort kam er bis 2018 in 48 Liga-Spielen zum Einsatz und schoss zwei Tore. Anschließend wechselte Stanese zum Aufsteiger Energie Cottbus. Für diesen absolvierte der Kanadier zehn Pflichtspiele, bevor er sich im Oktober 2018 einen Mittelfußbruch zuzog und bis Saisonende ausfiel. In seiner Abwesenheit gewann der FC Energie den brandenburgischen Pokal, musste allerdings auch als Tabellensiebzehnter zurück in die Regionalliga.
Nach Auflösung seines Vertrages in Cottbus war Stanese bis Januar 2020 vereinslos. Dann erhielt er einen Vertrag bis Saisonende beim Drittligisten FC Carl Zeiss Jena. Nach Ablauf der Saison 2019/20 war Stanese zunächst wieder ohne Vertrag, bevor er Mitte Oktober 2020 zum VfR Aalen in die Regionalliga Südwest zurückkehrte. Bei den Aalenern konnte er sich erneut als Stammspieler durchsetzen. Im Sommer 2022 scheiterten jedoch Verhandlungen über eine Verlängerung seines auslaufenden Vertrags, woraufhin Stanese den Verein erneut verließ.
Nach einjähriger Vereinslosigkeit schloss sich Stanese im Juli 2023 dem Brandenburger Oberligisten VfB Krieschow an.

### Nationalmannschaft
Im Sommer 2010 wurde Stanese erstmals für die kanadische U17-Nationalmannschaft nominiert. Mit dieser nahm er im Februar 2011 an der CONCACAF U-17-Meisterschaft teil, wo er in allen fünf Spielen zum Einsatz kam und mit der Mannschaft, nach einer Niederlage im Finale gegen die USA, die Silbermedaille gewann. Dadurch qualifizierte man sich für die im Sommer stattfindende U-17-Fußball-Weltmeisterschaft 2011, bei der die Mannschaft jedoch nach der Vorrunde ausschied. Stanese spielte hierbei zwei der drei Vorrundenspiele.
2012 nahm er im Alter von 18 Jahren erstmals an einem Trainingslager der U20-Nationalmannschaft teil. Im Februar 2013 spielte er mit ihr bei der CONCACAF U-20-Meisterschaft. Ehe die Mannschaft dort im Viertelfinale gegen die USA ausschied, war Stanese bis dahin in allen drei Spielen zum Einsatz gekommen.
Für ein Freundschaftsspiel am 15. Oktober 2013 gegen Australien wurde Stanese erstmals von Nationaltrainer Benito Floro für die A-Nationalmannschaft von Kanada nominiert, kam jedoch nicht zum Einsatz. 2014 saß er bei weiteren vier Freundschaftsspielen auf der Ersatzbank, am 16. Januar 2015 gegen Island ebenfalls. Beim Rückspiel gegen Island drei Tage später debütierte Stanese schließlich in der Nationalmannschaft, als er in der 85. Minute für Samuel Piette eingewechselt wurde. Dies blieb in der Folge jedoch sein einziger Einsatz als A-Nationalspieler.

### Erfolge
Nationalmannschaft
- CONCACAF U17-Meisterschaft: Silbermedaille 2011